# گرگوری هانون
گرگوری هانون (انگلیسی: Gregory Hannon؛ زادهٔ ۱۹۶۴ (۶۰–۶۱ سال)) دانشمند در زمینه است.
وی همچنین برندهٔ جوایزی همچون همکار انجمن سلطنتی شده‌است.